# Tameng
Das Tameng ist ein Schild aus Indonesien.

## Beschreibung
Das Tameng besteht in der Regel aus Holz. Der Schild ist langgestreckt und an den Außenkanten leicht konvex gearbeitet. Diese Schildform stammt aus der Zeit vor 1800. Die oberen und die unteren Enden sind gerade gearbeitet. Auf der Rückseite ist über die Mittellinie in der ganzen Länge eine Verstärkung aus Holz angebracht, die auch den Handgriff bildet. In der Mitte der Vorderseite ist ein Schildbuckel aus Metall angebracht. 
Es gibt noch eine spätere Form des Tameng, der rund und aus Rattanschnüren geflochten ist. Die Außenseite ist bei dieser Version meist mit Büffelhaut überzogen und mit Metalldornen oder Sternen verziert. Eine weitere Version ist aus Messing hergestellt. Der Tameng wird von Ethnien aus Indonesien benutzt.

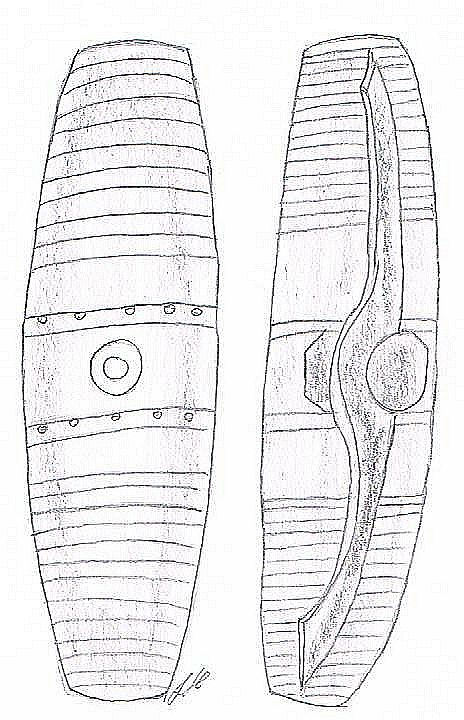
Tameng, andere Version von vorn und hinten